# Флёров, Константин Константинович
Константи́н Константи́нович Флёров (4 февраля 1904 — 26 июля 1980) — советский палеонтолог, доктор биологических наук, профессор. Заведующий Палеонтологическим музеем им. Ю. А. Орлова (1946—1972), участник Монгольской палеонтологической экспедиции Академии наук СССР. Художник-реконструктор и анималист, воссоздал облик многих ископаемых животных, широко цитировался в иллюстрациях палеонтологической тематики во второй половине XX века.

## Работа
1938—1973 — работал в Палеонтологическом институте АН СССР.
- 1945—1946 И. О. заведующего отделом
- 1945—1972 заведующий музеем

Параллельно работал в Дарвиновском музее (1937—1946).
1973—1980 — работа в Институте эволюционной морфологии и экологии животных им. А. Н. Северцова (ИЭМЭЖ) АН СССР.
Специалист по позвоночным, в основном по ископаемым и современным млекопитающим.

## Биография
С раннего детства увлёкся рисованием животных в зоопарке.
В 1913 году, в возрасте 9 лет познакомился с художником В. А. Ватагиным (в будущем — действительным членом Академии художеств СССР). Ватагин обратил внимание на художественные способности Константина Флёрова и привёл его в студию анималистического рисунка, в которой преподавал А. С. Степанов (выпускник Российской Академии художеств, один из первых анималистов России).
В студии Степанова Константин Флёров получил профессиональные знания академической школы живописи.
Три составляющих: отсутствие интереса к течениям в живописи предреволюционного и послереволюционного периодов; отсутствие специального анималистического курса в высших учебных художественных институтах; большой интерес к зоологии — определили выбор профессии К. К. Флёровым. Он поступает на биологическое отделение Московского университета (тогда естественное отделение физико-математического факультета МГУ). В то же время Флёров не прекращает занятий рисунком и живописью.
В 1925 году Флёров успешно завершает обучение.
По окончании университета в течение 30 лет работает в Зоологическом институте в Ленинграде. Участвует во многих поездках и научных экспедициях.
В 1935 году Флёрову без защиты была присвоена степень кандидата биологических наук.
В 1938 году академик В. А. Ватагин приглашает К. К. Флёрова для совместной работы в Дарвиновском музее в Москве. Флёров принимает приглашение и работает в музее до 1946 года.
Здесь, на базе интереснейших биологических коллекций, было решено исполнить серию живописных и скульптурных работ, воссоздающих основные этапы эволюции животного мира Земли. Сочетание двух составляющих Флёрова, профессионала зоолога и профессионала художника — позволили ему успешно воссоздавать по скелетам внешний вид животных, создавать их скульптурные изображения и писать живописные полотна на темы древнего мира.
В 1948 году Флёров защитил докторскую диссертацию на тему «Оленеобразные — монографическое описание».
Созданные Флёровым реконструкции вымерших животных и защита докторской диссертации привлекли к нему внимание палеонтологов. В 1946 году ему было предложено занять место директора Палеонтологического музея. Флёров принял предложение и в дальнейшем 26 лет, вплоть до 1972 года занимал этот пост.
Будучи по образованию зоологом, изучавшим современную фауну, Флёров и в палеонтологии сосредоточил своё внимание на последнем геологическом этапе истории Земли, времени формирования современных млекопитающих.
Научные изыскания учёного параллельно сопровождались художественным их воплощением в сериях живописных работ. Эти работы воссоздают мир целой эпохи — четвертичного периода.
Одновременно Константин Константинович выполняет целый ряд графических работ: иллюстрирует палеонтологический раздел Детской энциклопедии, Атлас охотничьих и промысловых зверей, книги академика В. А. Обручева и Ю. А. Орлова, учёного и писателя-фантаста И. А. Ефремова.
В 1971 году в Париже на конгрессе учёных, изучающих четвертичный период состоялась выставка живописных произведений Флёрова. Она имела большой успех у зрителей.
Там же были показаны работы учёного-антрополога М. М. Герасимова.
Общение двух учёных, палеонтолога-живописца и антрополога-скульптора было результативным. Впоследствии Флёровым была создана серия живописных полотен на тему «Древний человек».
Позже, с 1973 года, Константин Флёров трудится в Институте Эволюционной морфологии и Экологии животных им. А. Н. Северцова (ИЭМЭЖ) АН СССР.
Умер 26 июля 1980 года на 76 году жизни от остановки сердца

## Творческое наследие
Художественные работы Флёрова находятся в Зоологическом музее в Санкт-Петербурге, Дарвиновском музее, Палеонтологическом музее имени академика Ю. А. Орлова, в Народном музее Монголии и в Институте четвертичной палеонтологии в Германии.
Ряд работ художник подарил зарубежным коллегам и сотрудникам Палеонтологического института АН СССР, в наши дни они находятся в частных коллекциях.
Множество работ художника широко цитировались и репродуцировались на протяжении всей второй половины 20-го века в специальной, научно-популярной и учебной литературе, филателии, оформлении наглядных пособий и музейных экспозиций.

## Научная деятельность
На счету учёного 110 публикаций, в том числе 6 монографий.
Основные:
- Звери Таджикистана, их жизнь и значение для человека / Б. С. Виноградов, Е. Н. Павловский, К. К. Флёров ; Под ред. проф. Е. Н. Павловского. (в соавт., 1935, М.-Л. Труды Таджикской базы АН СССР, Т.1).
- «Кабарги и олени» / К. К. Флёров. М.-Л.: Изд-во АН СССР, 1952.
- «История фауны млекопитающих в четвертичном периоде» / К. К. Флёров, Б. А. Трофимов, Н. М. Яновская. M.: издание МГУ, 1955.
- «Диноцераты Монголии» (1957, Тр. ПИН, Т.67).
- «Зоогеография палеогена Азии» (в соавт., 1974, Тр. ПИН, Т.146).
- «Зубр. Морфология, систематика, эволюция, экология» (в соавт., 1979, M.: Наука).